# En stræben mod fuldkommenhed
En stræben mod fuldkommenhed - glimt af livet i to danske klostre er en dansk dokumentarfilm fra 1988 med instruktion og manuskript af Ulla Dyrborg og Eva Signe Svendsen. 

## Handling
Lyd/dias-montage med glimt fra to danske katolske, klausurerede (lukkede) nonneklostre: Sct. Lioba Kloster på Frederiksberg og Vor Frue Kloster, Åsebakken i Høsterkøb. Lydsiden består af interviews med seks nonner. De fortæller deres kaldshistorie og de fortæller om livet med Gud - bønslivet, og om hverdagen i klosteret.